# Pan-Amerikaans kampioenschap handbal vrouwen 2017
Het Pan-Amerikaans kampioenschap handbal vrouwen 2017 was de veertiende editie van dit toernooi, dat ditmaal werd gehouden in de Argentijnse stad Villa Ballester. Het begon op zondag 18 juni en eindigde op zondag 25 juni 2017. Winnaar en titelverdediger Brazilië plaatste zich voor het Wereldkampioenschap van datzelfde jaar in Duitsland. Ook de nummers twee en drie, respectievelijk Argentinië en Paraguay, kwalificeerden zich rechtstreeks voor de mondiale titelstrijd.

## Voorronde

### Groep A

#### Wedstrijden
| 18 juni 2017 12:00 | Paraguay | 35 – 17 | Colombia | Estadio Mundialista, Villa Ballester |
| 18 juni 2017 12:00 | (18–11)  |         |          | Estadio Mundialista, Villa Ballester |
| 18 juni 2017 12:00 |          |         |          | Estadio Mundialista, Villa Ballester |

| 18 juni 2017 19:15 | Brazilië | 42 – 10 | Verenigde Staten | Estadio Mundialista, Villa Ballester |
| 18 juni 2017 19:15 | (17–7)   |         |                  | Estadio Mundialista, Villa Ballester |
| 18 juni 2017 19:15 |          |         |                  | Estadio Mundialista, Villa Ballester |

| 19 juni 2017 13:30 | Puerto Rico | 29 – 25 | Verenigde Staten | Estadio Mundialista, Villa Ballester |
| 19 juni 2017 13:30 | (14–10)     |         |                  | Estadio Mundialista, Villa Ballester |
| 19 juni 2017 13:30 |             |         |                  | Estadio Mundialista, Villa Ballester |

| 19 juni 2017 20:00 | Brazilië | 46 – 12 | Colombia | Estadio Mundialista, Villa Ballester |
| 19 juni 2017 20:00 | (20–7)   |         |          | Estadio Mundialista, Villa Ballester |
| 19 juni 2017 20:00 |          |         |          | Estadio Mundialista, Villa Ballester |

| 20 juni 2017 15:30 | Puerto Rico | 30 – 21 | Colombia | Estadio Mundialista, Villa Ballester |
| 20 juni 2017 15:30 | (13–12)     |         |          | Estadio Mundialista, Villa Ballester |
| 20 juni 2017 15:30 |             |         |          | Estadio Mundialista, Villa Ballester |

| 20 juni 2017 13:30 | Brazilië | 29 – 15 | Paraguay | Estadio Mundialista, Villa Ballester |
| 20 juni 2017 13:30 | (13–12)  |         |          | Estadio Mundialista, Villa Ballester |
| 20 juni 2017 13:30 |          |         |          | Estadio Mundialista, Villa Ballester |

| 21 juni 2017 15:00 | Colombia | 17 – 30 | Verenigde Staten | Estadio Mundialista, Villa Ballester |
| 21 juni 2017 15:00 | (8–14)   |         |                  | Estadio Mundialista, Villa Ballester |
| 21 juni 2017 15:00 |          |         |                  | Estadio Mundialista, Villa Ballester |

| 21 juni 2017 17:00 | Paraguay | 28 – 24 | Puerto Rico | Estadio Mundialista, Villa Ballester |
| 21 juni 2017 17:00 | (12–11)  |         |             | Estadio Mundialista, Villa Ballester |
| 21 juni 2017 17:00 |          |         |             | Estadio Mundialista, Villa Ballester |

| 22 juni 2017 14:30 | Paraguay | 29 – 25 | Verenigde Staten | Estadio Mundialista, Villa Ballester |
| 22 juni 2017 14:30 | (15–11)  |         |                  | Estadio Mundialista, Villa Ballester |
| 22 juni 2017 14:30 |          |         |                  | Estadio Mundialista, Villa Ballester |

| 22 juni 2017 19:00 | Brazilië | 40 – 15 | Puerto Rico | Estadio Mundialista, Villa Ballester |
| 22 juni 2017 19:00 | (17–5)   |         |             | Estadio Mundialista, Villa Ballester |
| 22 juni 2017 19:00 |          |         |             | Estadio Mundialista, Villa Ballester |

#### Eindstand
| № | Land             | Wedstrijden | Wedstrijden | Wedstrijden | Wedstrijden | Doelpunten | Doelpunten | Doelpunten | Punten |
| - | ---------------- | ----------- | ----------- | ----------- | ----------- | ---------- | ---------- | ---------- | ------ |
| № | Land             | G           | W           | G           | V           | V          | T          | Saldo      | Punten |
| 1 | Brazilië         | 4           | 4           | 0           | 0           | 157        | 52         | +105       | 8      |
| 2 | Paraguay         | 4           | 3           | 0           | 1           | 107        | 95         | +12        | 6      |
| 3 | Puerto Rico      | 4           | 2           | 0           | 2           | 98         | 1114       | –16        | 4      |
| 4 | Verenigde Staten | 4           | 1           | 0           | 3           | 91         | 117        | –26        | 2      |
| 5 | Colombia         | 4           | 0           | 0           | 4           | 67         | 142        | –75        | 0      |

### Groep B

#### Wedstrijden
| 18 juni 2017 14:00 | Chili  | 33 – 11 | Dominicaanse Republiek | Estadio Mundialista, Villa Ballester |
| 18 juni 2017 14:00 | (16–4) |         |                        | Estadio Mundialista, Villa Ballester |
| 18 juni 2017 14:00 |        |         |                        | Estadio Mundialista, Villa Ballester |

| 18 juni 2017 17:15 | Argentinië | 43 – 14 | Guatemala | Estadio Mundialista, Villa Ballester |
| 18 juni 2017 17:15 | (22–10)    |         |           | Estadio Mundialista, Villa Ballester |
| 18 juni 2017 17:15 |            |         |           | Estadio Mundialista, Villa Ballester |

| 19 juni 2017 15:30 | Uruguay | 39 – 12 | Guatemala | Estadio Mundialista, Villa Ballester |
| 19 juni 2017 15:30 | (25–5)  |         |           | Estadio Mundialista, Villa Ballester |
| 19 juni 2017 15:30 |         |         |           | Estadio Mundialista, Villa Ballester |

| 19 juni 2017 18:00 | Argentinië | 43 – 9 | Dominicaanse Republiek | Estadio Mundialista, Villa Ballester |
| 19 juni 2017 18:00 | (21–4)     |        |                        | Estadio Mundialista, Villa Ballester |
| 19 juni 2017 18:00 |            |        |                        | Estadio Mundialista, Villa Ballester |

| 20 juni 2017 13:30 | Uruguay | 31 – 23 | Dominicaanse Republiek | Estadio Mundialista, Villa Ballester |
| 20 juni 2017 13:30 | (16–9)  |         |                        | Estadio Mundialista, Villa Ballester |
| 20 juni 2017 13:30 |         |         |                        | Estadio Mundialista, Villa Ballester |

| 20 juni 2017 18:100 | Chili  | 19 – 26 | Argentinië | Estadio Mundialista, Villa Ballester |
| 20 juni 2017 18:100 | (13–9) |         |            | Estadio Mundialista, Villa Ballester |
| 20 juni 2017 18:100 |        |         |            | Estadio Mundialista, Villa Ballester |

| 21 juni 2017 13:00 | Dominicaanse Republiek | 31 – 17 | Guatemala | Estadio Mundialista, Villa Ballester |
| 21 juni 2017 13:00 | (17–6)                 |         |           | Estadio Mundialista, Villa Ballester |
| 21 juni 2017 13:00 |                        |         |           | Estadio Mundialista, Villa Ballester |

| 21 juni 2017 19:00 | Uruguay | 26 – 17 | Chili | Estadio Mundialista, Villa Ballester |
| 21 juni 2017 19:00 | (14–8)  |         |       | Estadio Mundialista, Villa Ballester |
| 21 juni 2017 19:00 |         |         |       | Estadio Mundialista, Villa Ballester |

| 22 juni 2017 16:30 | Chili   | 31 – 25 | Guatemala | Estadio Mundialista, Villa Ballester |
| 22 juni 2017 16:30 | (18–14) |         |           | Estadio Mundialista, Villa Ballester |
| 22 juni 2017 16:30 |         |         |           | Estadio Mundialista, Villa Ballester |

| 22 juni 2017 21:00 | Argentinië | 29 – 17 | Uruguay | Estadio Mundialista, Villa Ballester |
| 22 juni 2017 21:00 | (11–7)     |         |         | Estadio Mundialista, Villa Ballester |
| 22 juni 2017 21:00 |            |         |         | Estadio Mundialista, Villa Ballester |

#### Eindstand
| № | Land                   | Wedstrijden | Wedstrijden | Wedstrijden | Wedstrijden | Doelpunten | Doelpunten | Doelpunten | Punten |
| - | ---------------------- | ----------- | ----------- | ----------- | ----------- | ---------- | ---------- | ---------- | ------ |
| № | Land                   | G           | W           | G           | V           | V          | T          | Saldo      | Punten |
| 1 | Argentinië             | 4           | 4           | 0           | 0           | 144        | 56         | +88        | 8      |
| 2 | Uruguay                | 4           | 3           | 0           | 1           | 113        | 81         | +32        | 6      |
| 3 | Chili                  | 4           | 2           | 0           | 2           | 97         | 91         | +6         | 4      |
| 4 | Dominicaanse Republiek | 4           | 1           | 0           | 3           | 74         | 124        | –50        | 2      |
| 5 | Guatemala              | 4           | 0           | 0           | 4           | 68         | 144        | –76        | 0      |

## Eindronde

### Plaatsingswedstrijden
| 24 juni 2017 12:00 | Verenigde Staten | 27 – 20 | Chili | Estadio Mundialista, Villa Ballester |
| 24 juni 2017 12:00 | (13–10)          |         |       | Estadio Mundialista, Villa Ballester |
| 24 juni 2017 12:00 |                  |         |       | Estadio Mundialista, Villa Ballester |

| 24 juni 2017 14:00 | Puerto Rico | 34 – 23 | Colombia | Estadio Mundialista, Villa Ballester |
| 24 juni 2017 14:00 | (13–14)     |         |          | Estadio Mundialista, Villa Ballester |
| 24 juni 2017 14:00 |             |         |          | Estadio Mundialista, Villa Ballester |

### Halve finales
| 24 juni 2017 16:00 | Brazilië | 42 – 23 | Uruguay | Estadio Mundialista, Villa Ballester |
| 24 juni 2017 16:00 | (25–8)   |         |         | Estadio Mundialista, Villa Ballester |
| 24 juni 2017 16:00 |          |         |         | Estadio Mundialista, Villa Ballester |

| 24 juni 2017 18:00 | Argentinië | 29 – 19 | Paraguay | Estadio Mundialista, Villa Ballester |
| 24 juni 2017 18:00 | (15–9)     |         |          | Estadio Mundialista, Villa Ballester |
| 24 juni 2017 18:00 |            |         |          | Estadio Mundialista, Villa Ballester |

### Om negende plaats
| 24 juni 2017 10:00 | Colombia | 28 – 23 | Guatemala | Estadio Mundialista, Villa Ballester |
| 24 juni 2017 10:00 | (14–1)   |         |           | Estadio Mundialista, Villa Ballester |
| 24 juni 2017 10:00 |          |         |           | Estadio Mundialista, Villa Ballester |

### Om zevende plaats
| 25 juni 2017 09:30 | Chili   | 26 – 20 | Dominicaanse Republiek | Estadio Mundialista, Villa Ballester |
| 25 juni 2017 09:30 | (14–10) |         |                        | Estadio Mundialista, Villa Ballester |
| 25 juni 2017 09:30 |         |         |                        | Estadio Mundialista, Villa Ballester |

### Om vijfde plaats
| 25 juni 2017 11:30 | Puerto Rico | 27 – 26 | Verenigde Staten | Estadio Mundialista, Villa Ballester |
| 25 juni 2017 11:30 | (10–15)     |         |                  | Estadio Mundialista, Villa Ballester |
| 25 juni 2017 11:30 |             |         |                  | Estadio Mundialista, Villa Ballester |

### Troostfinale
| 25 juni 2017 14:00 | Uruguay | 22 – 24 | Paraguay | Estadio Mundialista, Villa Ballester |
| 25 juni 2017 14:00 | (13–15) |         |          | Estadio Mundialista, Villa Ballester |
| 25 juni 2017 14:00 |         |         |          | Estadio Mundialista, Villa Ballester |

### Finale
| 25 juni 2017 16:15 | Brazilië | 38–20 | Argentinië | Estadio Mundialista, Villa Ballester |
| 25 juni 2017 16:15 | (18–8)   |       |            | Estadio Mundialista, Villa Ballester |
| 25 juni 2017 16:15 |          |       |            | Estadio Mundialista, Villa Ballester |